# Liu Wen
Liu Wen (em chinês: 刘雯; 27 de janeiro de 1988) é uma modelo chinesa considerada a primeira supermodelo da China. Ela foi a primeira modelo chinesa a desfilar no Victoria's Secret Fashion Show,  a primeira modelo do Leste Asiático dos cosméticos Estée Lauder e uma das primeiras modelos asiáticas a entrar na lista anual de modelos mais bem pagas da revista Forbes. Em 2017, Liu se tornou a segunda modelo chinesa a aparecer na capa da Vogue americana e a primeira a ser apresentada na capa frontal em vez de uma desdobrável. Ela apareceu na capa pela segunda vez na edição de abril de 2020 da Vogue americana e pela terceira vez em maio de 2023, tornando-se a primeira pessoa de ascendência chinesa a aparecer três vezes. Ela é atualmente representada pela The Society Management cuja sede está em Nova Iorque.

## Biografia
Liu nasceu em Yongzhou, província de Hunan, China. Seu pai era operário da construção civil. Ela é filha única.
Liu foi encorajada por sua mãe a seguir a carreira de modelo para melhorar sua postura depois de desenvolver o hábito de curvar as costas enquanto se elevava sobre seus colegas de classe.

## Carreira
Em 2005, Liu, de 17 anos, venceu a semifinal do concurso de modelos New Silk Road World, em Hunan. Embora não tenha ficado entre as 10 primeiras na final nacional, ela recebeu uma oferta para ser modelo em Pequim. Quando Liu tinha 17 anos, ela se mudou para a capital chinesa para começar sua carreira. Inicialmente, ela teve dificuldades em encontrar um emprego porque sua aparência não condizia com o visual comercial que estava em alta na época. No entanto, Liu acabou se tornando uma modelo requisitada e ganhou a primeira atenção da indústria internacional de modelos em 2007, quando apareceu em um editorial para a Cosmopolitan do país, estilizada em Karl Lagerfeld e Viktor & Rolf.
Em fevereiro de 2008, ela apareceu em quatro artigos relacionados à moda para a Vogue chinesa. Ela estreou nas passarelas internacionais no mesmo mês, desfilando para a Burberry e fechando o desfile de outono da Trussardi em Milão . Na semana seguinte, ela desfilou para Chanel, Jean Paul Gaultier e Hermès em Paris. Um ano depois, em fevereiro e março de 2009, Liu Wen apareceu em 74 desfiles em Nova York, Londres, Milão e Paris para a temporada de prêt-à-porter do outono de 2009 — esse foi o maior número de desfiles para uma modelo naquela temporada. Também continua sendo o recorde de maior número de desfiles já desfilados por uma modelo de ascendência asiática em uma única temporada. Ela deu continuidade à temporada de prêt-à-porter da primavera de 2010, desfilando 70 desfiles nas mesmas quatro cidades. Essa estatística fez dela a segunda modelo mais contratada da temporada, depois da modelo francesa Constance Jablonski .[carece de fontes?]
Em 2009, Liu se tornou a primeira mulher de ascendência chinesa a desfilar no Victoria's Secret Fashion Show. Ela voltou à passarela da Victoria's Secret novamente em 2016, 2017 e 2018. No mesmo ano, Liu trabalhou com grandes marcas como Calvin Klein, Roberto Cavalli, Alexander Wang, Dolce&Gabbana, Oscar de la Renta e também apareceu na capa da Vogue da Alemanha, Espanha e Itália. Liu foi também a primeira modelo chinesa a aparecer na capa da Vogue dos Estados Unidos.
Em 2010, Liu trabalhou com Fendi, Salvatore Ferragamo e Givenchy. Na coleção Primavera/Verão 2011, Liu participou de 48 desfiles realizados em Milão, Nova Iorque e Paris. Em abril de 2010, foi anunciado que Liu, juntamente com Constance Jablonski e Joan Smalls, ajudariam a representar a empresa de cosméticos Estée Lauder. Em março de 2012, o jornal The New York Times expôs Liu Wen na capa e na matéria principal da edição de viagens da revista Style, e ela foi intitulada de "a primeira supermodelo genuína da China". No mesmo ano, ela compareceu pela primeira vez ao Festival de Cinema de Cannes. Em 2013, Liu Wen foi apelidada de um dos "Novos Ícones" pela H&M.
Em 2013, ela também se tornou a primeira asiática a entrar na lista da Forbes das modelos mais bem pagas do mundo, como número 5. Ela repetiu o feito em 2014, com seu salário aumentando de US$ 4,3 milhões no ano anterior para US$ 7 milhões. Também em 2013, Liu ficou em terceiro lugar na lista das 50 melhores modelos femininas do site Models. Ela é a modelo de ascendência asiática mais bem classificada da história.

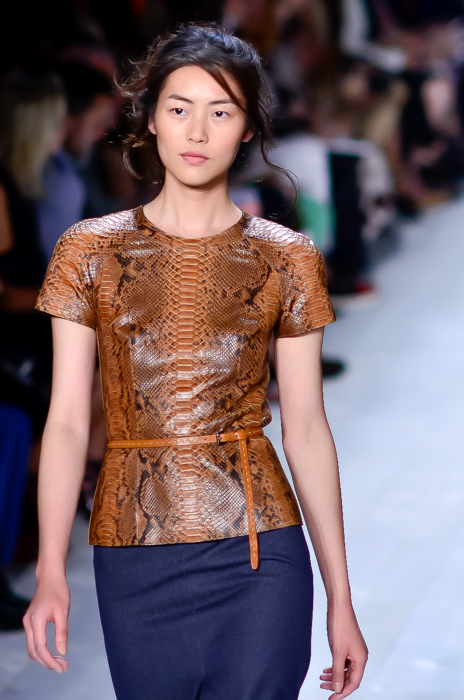
Liu Wen na New York Fashion Week em 2014

Liu Wen tem conquistado muitos seguidores nas redes sociais como Instagram e Weibo. A imensidão de seu público levou a Vogue a apelidá-la de líder no movimento digital, dizendo em sua edição de abril de 2014, em um artigo sobre a ascensão da mídia social na indústria da moda, que "Liu também tem, de longe, o maior público de mídia social de qualquer modelo". Em outubro do mesmo ano, Liu se tornou a primeira pessoa no mundo a exibir um Apple Watch na capa de uma revista quando apareceu na edição de novembro de 2014 da Vogue China. Em abril de 2015, ela e o cantor sul-coreano Choi Siwon participaram de um spin-off chinês do programa de variedades sul-coreano We Got Married.. No ano seguinte, Liu apareceu na segunda temporada do reality show Adventure Life. Em março de 2021, foi produzido o primeiro modelo da Barbie, baseado em sua aparência.
Em 2017, Liu Wen se tornou a segunda modelo chinesa a aparecer na capa da Vogue em sua 125º edição ao lado de Adwoa Aboah, Ashley Graham, Gigi Hadid, Imaan Hammam, Kendall Jenner e Vittoria Ceretti.